# Kaleka (baśń)
Kaleka (duń. Krøblingen) – baśń literacka autorstwa Hansa Christiana Andersena, wydana po raz pierwszy w 1872 roku.

## Publikacja
Baśń literacka Kaleka autorstwa Hansa Christiana Andersena została po raz pierwszy opublikowana przez wydawnictwo C.A. Reitzel w Kopenhadze 23 listopada 1872 roku w antologii Nowe Bajki i Opowieści. Trzecia Seria. Druga Kolekcja. 1872 (duń.  Nye Eventyr og Historier. Tredie Række. Anden Samling. 1872). Utwór wznowiono za życia pisarza w zbiorze Bajki i opowieści. Tom piąty (duń. Eventyr og Historier. Femte Bind) w 1874 roku.

## Polskie przekłady
Andersenowski Kaleka został przetłumaczony po raz pierwszy na język polski z języka niemieckiego przez Stefanię Beylin i wydany w 1931 roku w zbiorze Baśnie w Krakowie w Wydawnictwie Jakuba Mortkowicza. W 2006 roku ukazało się tłumaczenie z języka duńskiego Bogusławy Sochańskiej.

## Fabuła
W starej posiadłości mieszka zamożna i szczodra rodzina. Chcą dzielić się szczęściem z ubogimi. W Wigilię Bożego Narodzenia organizują przyjęcie w pięknie udekorowanej sali. Dzieci ze wsi są zapraszane na uroczystość z choinką i prezentami. Matki patrzą bardziej na użyteczne dary niż na ozdoby. Goście otrzymują jedzenie, poncz i ciastka z jabłkami.
Po powrocie do domu długo rozmawiają o uczcie i darach. Ogrodnicy, Kirsten i Ole, także dostają prezenty dla swoich dzieci. Czworo dzieci dostaje ubrania, ale nie najstarszy Hans. Chłopczyk jest niepełnosprawny i od pięciu lat leży w łóżku. Matka daje mu książkę z baśniami jako prezent przygotowany przez dziedziczkę. Ojciec uważa, że książka nie jest przydatna. Hans jednak cieszy się z niej i dużo czyta. Jest pracowity, dzierga pościel i skarpety. Dziedziczka kupuje jego prace.
Rodzice narzekają na niesprawiedliwość losu. Hans czyta im bajkę o drwalu i jego żonie, którzy są tak samo ciekawscy jak biblijni Adam i Ewa. Historia daje rodzicom do myślenia. Wieczorami proszą syna, by znów czytał tę bajkę. Ole porównuje los ludzi do mleka: niektórzy stają się śmietaną, inni serwatką. Hans czyta kolejną bajkę o szczęśliwym człowieku bez trosk. Okazuje się, że ten człowiek nie ma nawet koszuli. Rodzice śmieją się pierwszy raz od lat.
Nauczyciel dowiaduje się, jak książka wpływa na rodzinę. Pani z dworu cieszy się z działania swojego świątecznego prezentu. Przynosi Hansowi ptaszka w klatce jako dodatkowy prezent. Rodzice są sceptyczni. Gdy Hans zostaje sam w domu, widzi kota, który chce dopaść ptaka. Rzuca w kota książką i kołdrą, ale to nie pomaga. W końcu, poruszony troską o swojego ptaszka, Hans niespodziewanie wstaje z łóżka i go ratuje.

## Galeria

Ilustracje baśni Kaleka
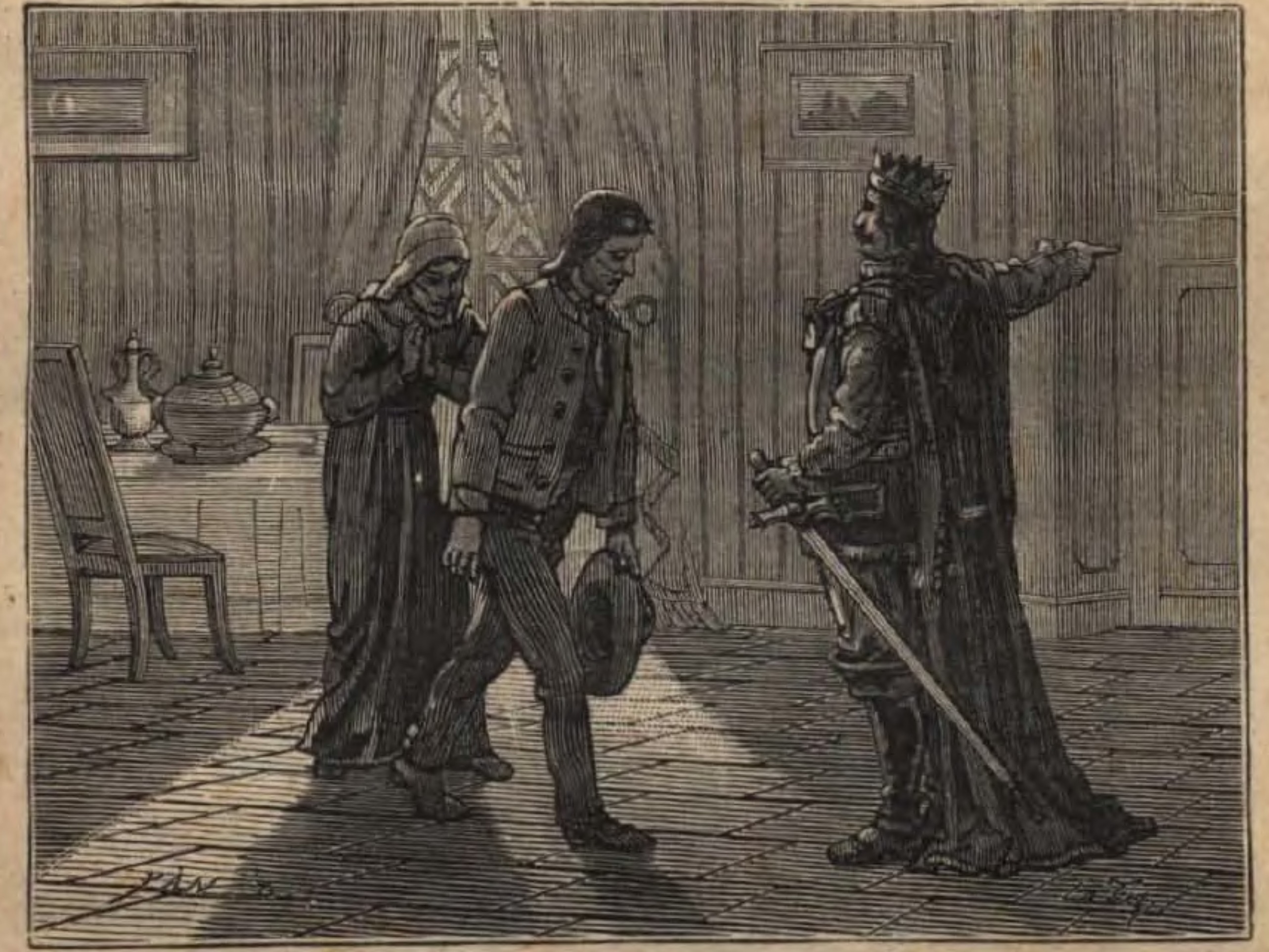
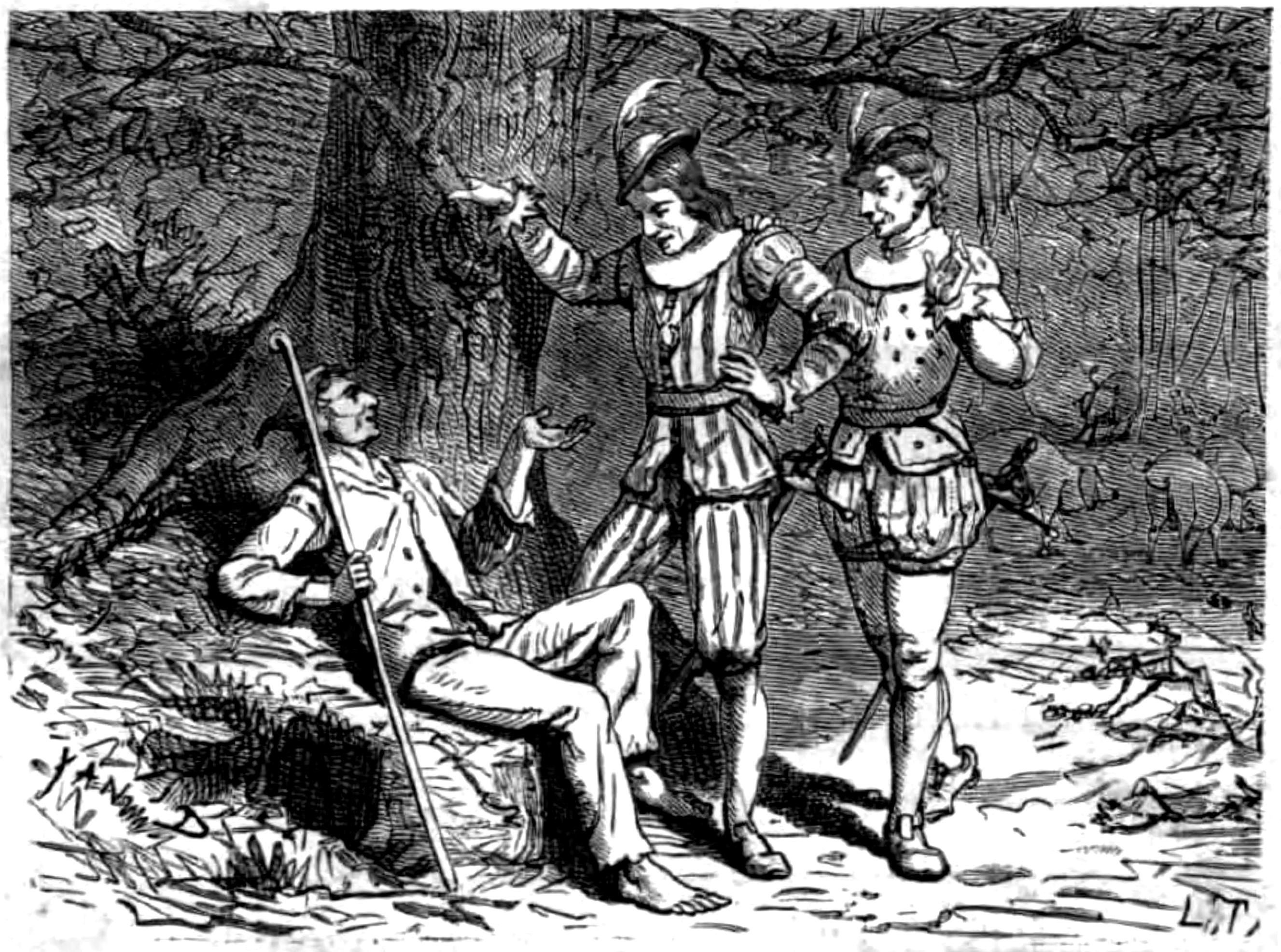
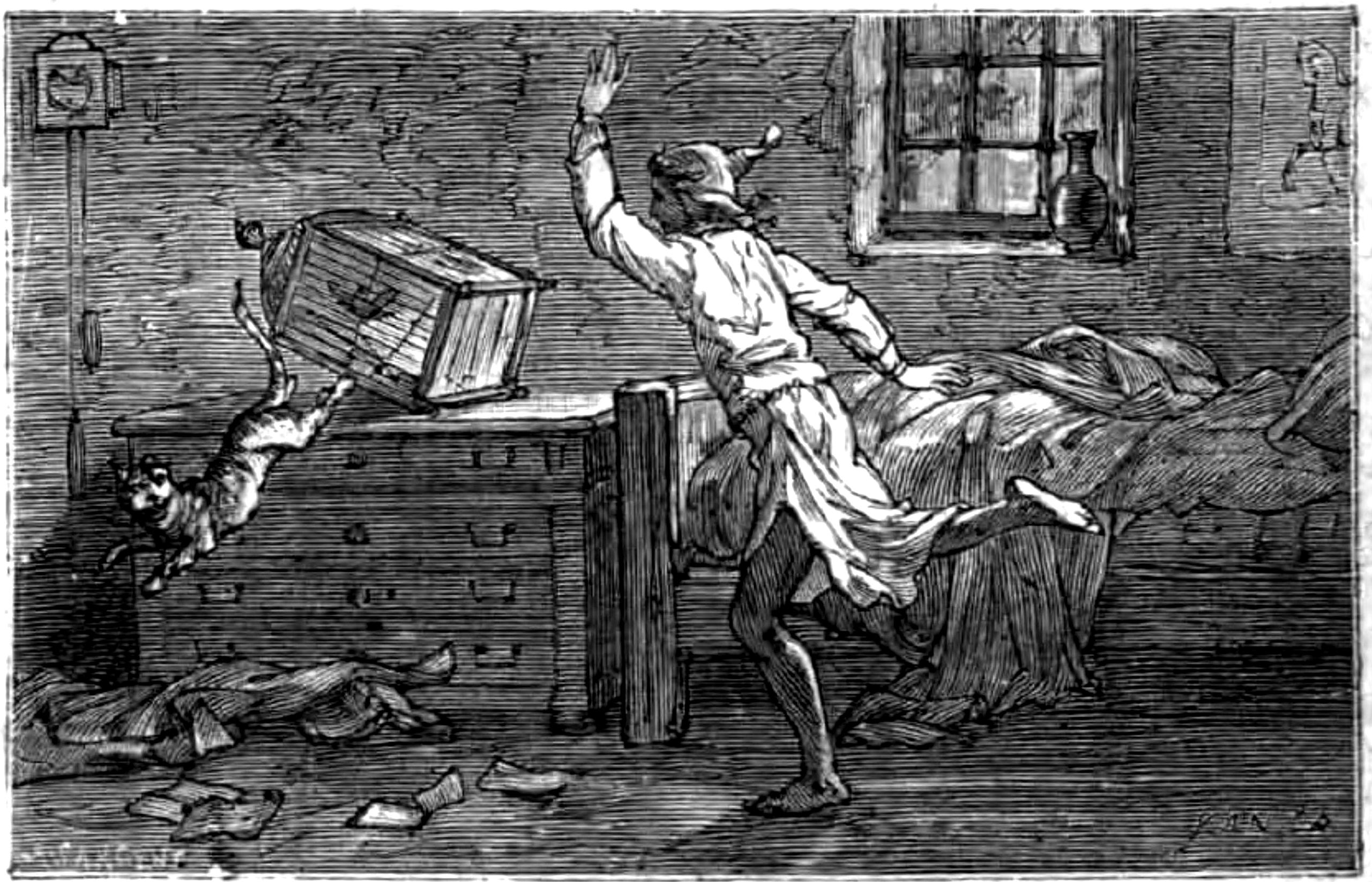
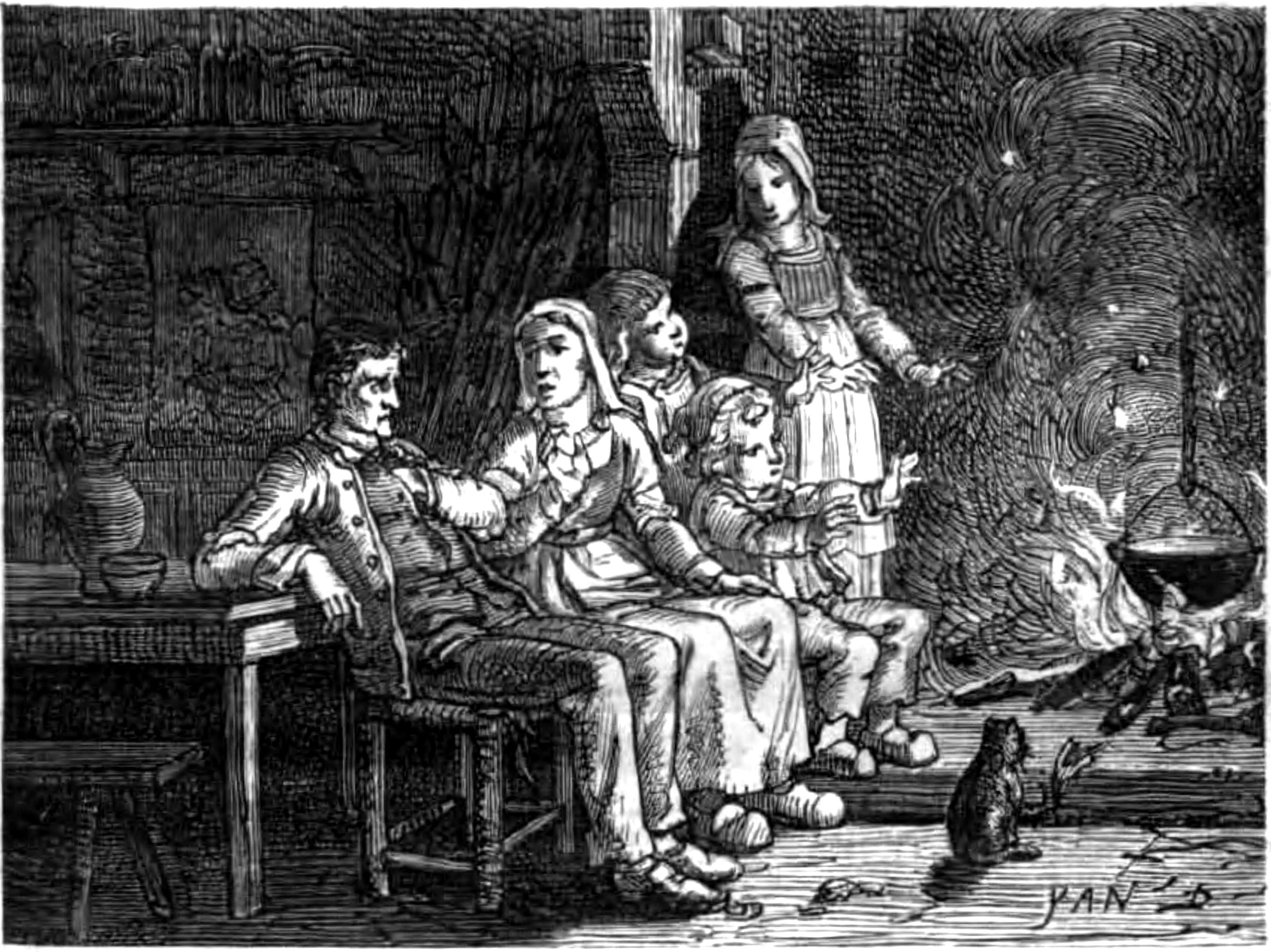